# ジャン＝リュック・ヴィルムート
ジャン＝リュック・ヴィルムート（フランス語: Jean-Luc Vilmouth, 1952年3月5日 - 2015年12月17日）は、フランス出身の現代美術家。パリ在住。

## 経歴
フランス・モゼル県クレウツヴァルド生まれ、ロイヤル・カレッジ・オブ・アート卒業。1980年代に、ヴェネツィア・ビエンナーレ（1982年）やドクメンタ7（1982年）などの国際展に参加。公共空間や日常での作品制作、作品への介入により変容する環境、人と事物の関係などに焦点をあてた作品を多く手がけ、インスタレーション、パフォーマンス、映像など表現方法も様々にわたる。日本国内では、1997年にヴィラ九条山（京都）でのアーティスト・イン・レジデンス、同年に個展「魅惑のバー」（スパイラル）を開催する等の活動のほか、東日本大震災後には宮城県での創作活動等も行っている。

## 代表作

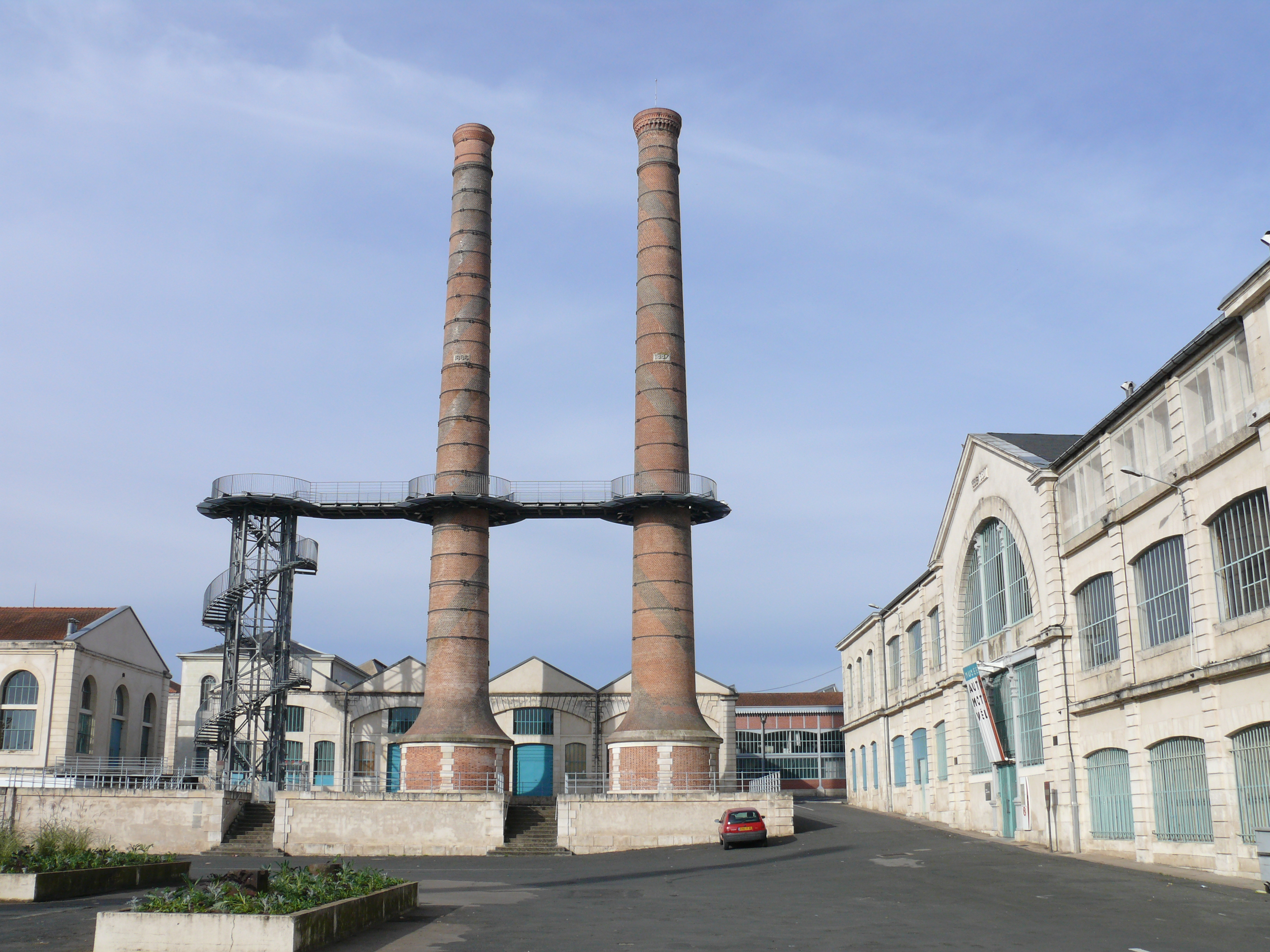
Châtellerault - La Manufacture d'armes

- ハニータワー （柏の葉フューチャービレッジ：千葉県柏市/2009年）
- 世界はどうして円くなっているのか （1990年）
- カフェ・リトル・ボーイ （2002年/2015年/ポンピドゥー・センター パリ国立近代美術館/産業創造センター蔵）

## カフェ・リトル・ボーイ
PARASOPHIA :京都国際現代芸術祭2015の展示では、「CAFE  LITTLE  BOY」の文字が書かれた黒板と、色とりどりのチョークが置かれ、鑑賞者が自由にメッセージを書き込めた。「《カフェ・リトル・ボーイ》は、原爆投下で大きな被害を受けた広島市立袋町小学校西校舎の外壁に残された被爆者のメッセージから着想された作品である。(中略)その黒く焼け残った壁には家族や教え子へ宛てた伝言が書き連ねられた。」(PARASOPHIA :京都国際現代芸術祭2015公式ガイドブック14ページより引用)

## 展覧会
- Hiroshima Art Document 2002 （広島市/旧日銀広島支店/2002年）
- out of place （京都市/大覚寺/2011年）
- 道後オンセナート2014 （愛媛県松山市/道後温泉/2014年）